# Drassodes insignis
Drassodes insignis är en spindelart som först beskrevs av John Blackwall 1862.  Drassodes insignis ingår i släktet Drassodes och familjen plattbuksspindlar. Inga underarter finns listade i Catalogue of Life.